# 科摩罗LGBT权益
女同性恋，男同性恋，双性恋和跨性别（LGBT）人群在科摩罗面临着法律问题。科摩罗有同性性行为被认为是违反自然的行为的法律。 同意年龄为十三岁。

## 有关同性性行为的法律
被认为是违反自然的男性或女性的同性性行为在科摩罗都是违法的。此类行为将被处以五年以下有期徒刑，罚款50,000至1,000,000法郎。

## 同性伴侣关系的承认
对同性伴侣的合法权利不予承认。

## 反歧视保障
没有法律保护LGBT人群免遭基于性取向的歧视。

## 生存现状
美国国务院2010年《人权报告》发现，“同性恋人群由于社会压力而无法公开讨论他们的性取向，国内没有女同性恋，男同性恋，双性恋和跨性别组织。”

## 概况
| 同性性行为合法                                       | （处罚：5年监禁和/或罚款） |
| 同意年龄平等                                         | 否                         |
| 反就业歧视法律                                       | 否                         |
| 提供商品和服务的反歧视法律                           | 否                         |
| 在所有其他领域的反歧视法律（包括间接歧视，仇恨言论） | 否                         |
| 同性婚姻                                             | 否                         |
| 同性伴侣关系                                         | 否                         |
| 同性伴侣收养继子女                                   | 否                         |
| 同性伴侣联合收养                                     | 否                         |
| 同性恋军人允许公开服役                               |                            |
| 有权改变法律性别                                     | 否                         |
| 女同性恋试管婴儿                                     | 否                         |
| 男同性恋情侣商业代孕                                 | 否                         |
| 男男性接触人群（MSM）允许献血                        | 否                         |